# Minuartia dirphya
Minuartia dirphya là một rare loài thực vật thuộc họ Caryophyllaceae. Đây là loài đặc hữu của Mt. Dirfys on Evvia ở Hy Lạp. Môi trường sống tự nhiên của chúng là thảm cây bụi kiểu Địa Trung Hải. Chúng hiện đang bị đe dọa vì mất môi trường sống.